# دايفيد سميث (عالم)
دايفيد سميث (بالإنجليزية: David Chadwick Smith)‏ (و. 1931 – 2000 م) هو عالم اقتصاد، من كندا، توفي عن عمر يناهز 69 عاماً.

## التعليم
تعلم في كلية باليول بجامعة اوكسفورد، وجامعة هارفارد، وجامعة ماكماستر.

## جوائز
حصل على جوائز منها:
- نيشان كندا من رتبة عضو.